# Sippy Cup
«Sippy Cup» es una canción de la cantante y compositora estadounidense Melanie Martinez fue lanzada como el tercer sencillo de su álbum debut, Cry Baby. Un video musical con la diseñadora de moda Stella Rose Saint Clair se lanzó el 31 de julio de 2015.

## Antecedentes y composición
En la entrevista con SPIN, Martínez describió «Sippy Cup» como la segunda parte de «Dollhouse». «La canción es básicamente el puente entre Dollhouse  y el álbum Cry Baby. Esta canción es sobre lo que realmente «se ve en la cocina», Una mirada más profunda a la vida familiar de Cry Baby. Este es mi video favorito que he hecho hasta ahora. Dirigir este video musical me emocionó mucho al dirigir videos para cada canción del álbum. No puedo esperar para continuar contando la historia del álbum en todas las formas posibles.»

## Video musical
Martínez explora más a fondo el personaje de Cry Baby y su vida hogareña en «Sippy Cup», mostrando cuán serios son los problemas de sus padres. No importa cuánto intente su madre esconder su alcoholismo, Cry Baby sabe que está escondiendo licor en su taza. Cuando la madre borracha ve a su marido con otra mujer, los ata, los asesina y los cubre con una sábana ensangrentada. Cry Baby luego entra en la escena del crimen; sorprendida y abrumada por la vista, ella comienza a entrar en pánico. Su madre la pone a dormir y cuando se despierta, Cry Baby está encadenada a su propia cama. Para encubrir el asesinato, su madre la drogó para que olvidara el espantoso recuerdo.

## Posicionamiento en listas
| Listas (2015)                         | Mejor posición |
| ------------------------------------- | -------------- |
| Alternative Digital Songs (Billboard) | 18             |

## Release history
| Región | Fecha               | Formato                                            | Discográfica     | Ref. |
| ------ | ------------------- | -------------------------------------------------- | ---------------- | ---- |
| Mundo  | 31 de julio de 2015 | Descarga digital (a través de pre-order del álbum) | Atlantic Records |      |